# Sendeturm Zwollerkerspel

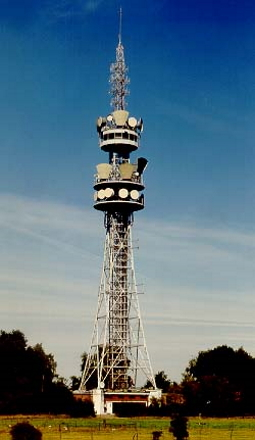
Der Fernsehturm Zwollerkerspel

Der Sendeturm Zwollerkerspel ist ein 87 Meter hoher Stahlfachwerkturm. Er dient als Sendeturm für UKW, TV und Richtfunk in der ehemaligen Gemeinde Zwollerkerspel (Niederlande, heute Teil von Zwolle). Der Sendeturm Zwollerkerspel wurde von 1958 bis 1959 gebaut.

## Geschichte
Der Turm am Bergkloosterweg wurde gebaut, um TV-Übertragungen von Hilversum zum Fernsehturm Smilde zu strahlen. Wegen der Krümmung der Erde war dieser sogenannte Relaisposten notwendig. Der Turm ist mit zwei Plattformen und einer gläsernen Berichtskabine ausgestattet. Ab den 1960er Jahren wurden auch Telefongespräche über Parabolantennen an der Spitze des Turms an andere Empfangspunkte der damaligen PTT geschickt. Mit dem Aufkommen des Glasfaserkabels ist diese Funktion nahezu verloren gegangen.
1982 wurde ein Radio- und Fernsehturm für den Regionalsender auf dem Turm aufgestellt. Das Gebäude unter dem Turm wird vom Eigentümer Cellnex Telecom als Sender- und als Rechenzentrum gemietet.

## Frequenzen und Programme

### Analoger Hörfunk (UKW)
| Frequenz (MHz) | Programm        | Regionalisierung | ERP (kW) | Polarisation horizontal (H)/ vertikal (V) |
| -------------- | --------------- | ---------------- | -------- | ----------------------------------------- |
| 93,6           | Radio Veronica  | Overijssel       | 5,9      | V                                         |
| 95,3           | BNR Nieuwsradio | Overijssel       | 20       | V                                         |
| 99,4           | Radio Oost      | Overijssel       | 25       | V                                         |

Quelle